# Battaglia di Cassano d'Adda (1799)
La battaglia di Cassano d'Adda fu combattuta il 27 aprile 1799 tra le truppe austro-russe comandate dal feldmaresciallo generale Suvorov e le truppe francesi del generale Moreau. Lo scontro si concluse con una netta vittoria delle forze coalizzate. 
La battaglia segna l'inizio della vittoriosa campagna del generale russo in Italia e Svizzera.

## Contesto storico
Dopo le campagne militari del 1798 e 1799 di Berthier, MacDonald e Championnet, l'Italia vedeva nascere sul suo suolo due nuove repubbliche, quella Romana e quella Napoletana. 
Il nuovo predominio francese in Italia e la spedizione di Napoleone in Egitto allarmarono le potenze europee. Le corti di Vienna, San Pietroburgo e Londra cercarono di giungere ad un accordo per collaborare in una guerra contro la Francia. Il Direttorio, venuto a sapere della cosa, dichiarò guerra all'Austria il 12 marzo 1799.

## Antefatti
Il fronte italiano era stato affidato inizialmente al generale Schérer. Il generale, richiamato dopo diversi anni di inattività, si era dimostrato subito titubante e poco deciso: nelle primissime fasi della guerra si era limitato ad attendere l'arrivo dei rinforzi di Massena, senza impegnarsi in uno scontro diretto con le forze imperiali di Kray.
Sfumata la possibilità di un attacco congiunto con le forze dell'Armata d'Helvetia, Schérer fu pressato dal Direttorio per tentare un'offensiva. Il 26 marzo, le truppe francesi entrarono finalmente in azione a Verona: la battaglia, combattuta su tre fronti separati, fu inconcludente. A Pastrengo vinsero i francesi, a Legnago gli austriaci e nella stessa città di Verona vi fu un pareggio. Sebbene vi fosse stata la possibilità di attaccare per ottenere un fondamentale vantaggio, Schérer non la colse.
Nei giorni seguenti, l'intera divisione di Sérurier fu attaccata vicino a Parona dalle forze austriache mentre eseguiva una bizzarra manovra ideata da Schérer, causando circa 1 500 tra morti e feriti e quasi 1 200 prigionieri. Scosso dal pessimo andamento della campagna, Schérer tentò di rifarsi dei precedenti insuccessi a Magnano: nonostante l'estremo valore delle truppe francesi e l'ottima performance del generale Moreau al centro dello schieramento, i francesi furono sconfitti e respinti.
Avendo perso le ultime speranze di prendere Verona e consapevoli dell'arrivo delle truppe russe di Suvorov, i francesi ripiegarono, prima sul Mincio e poi sull'Adda, nel tentativo di mantenere il possesso di Milano. Quello stesso giorno, il 15 aprile, Suvorov faceva ingresso nella città di Verona, accolto da folle in festa.
Il 19 aprile la prima colonna dell'esercito alleato guadò il Mincio e nei due giorni successivi si preparò all'attacco. Brescia fu attaccata e la sua guarnigione capitolò il 21 aprile. Mentre le forze di Suvorov entravano in Lombardia, le uniche forze francesi rimaste alle loro spalle erano due guarnigioni, una a Peschiera (1 300 uomini) ed una a Mantova (10 600 uomini).
Nel frattempo, l'esercito francese, che dopo le numerose battaglie della precedente campagna si riteneva invincibile, accusò il generale Schérer delle proprie sfortune: Schérer rinunciò al comando, lasciandolo al generale Moreau, assai più gradito alle truppe.

## La disposizione degli eserciti

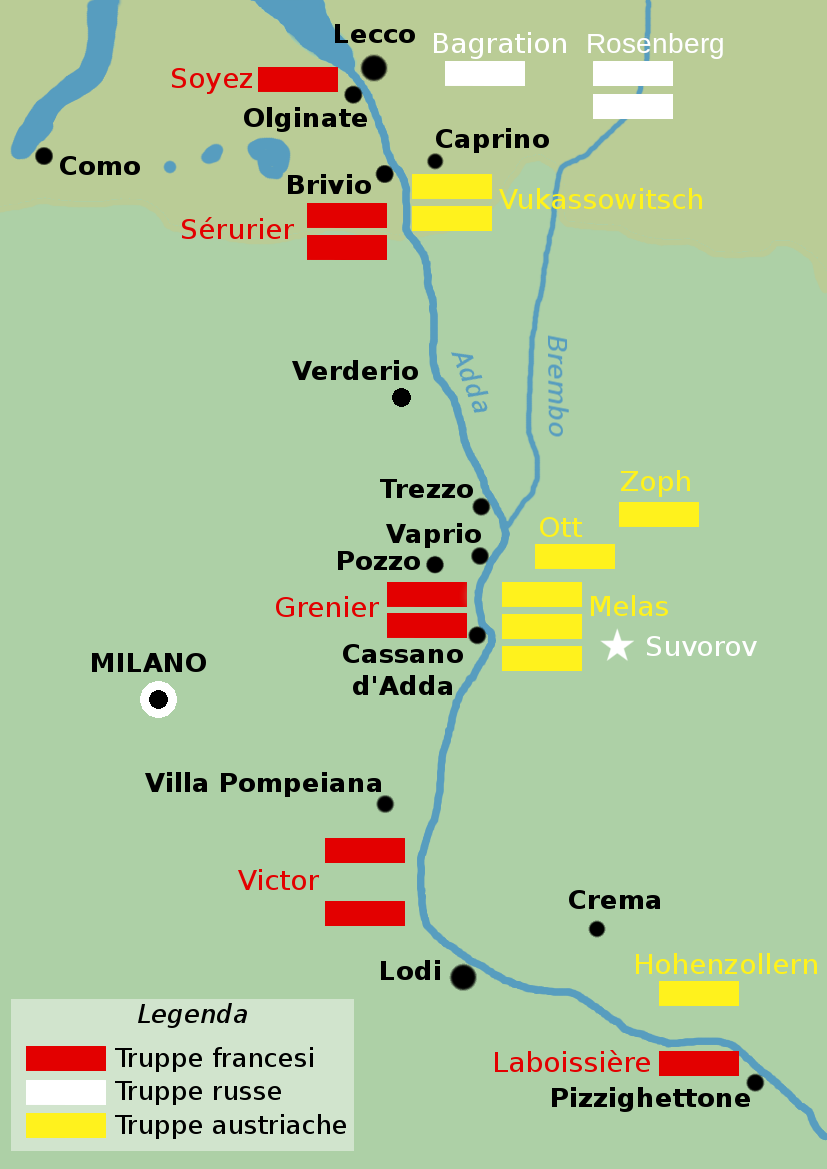
Posizionamento delle truppe di Suvorov sull'Adda il 24 aprile

I francesi, nonostante la considerevole differenza in numero, si distribuirono per coprire l'intera lunghezza del fiume Adda, ulteriormente indebolendo le proprie forze. Moreau divise i propri 28 000 uomini tra quattro generali: 8 000 con Sérurier a coprire la zona di Lecco, 8 000 con Victor a Lodi ed altrettanti con Grenier a Cassano d'Adda coprire il centro e infine 4 000 con Laboissiére a difendere Pizzighettone.
Suvorov si dispose simmetricamente ai francesi. Assegnò alla sua destra i generali Rosenberg con 9 000 uomini e Vukassovich con 7 000 uomini (quest'ultimo con l'ulteriore compito di ricostruire il ponte tra Brivio e Caprino distrutto nei giorni precedenti da Sérurier), accompagnati dall'avanguardia di Bagration di 3 000 uomini, posizionata nei dintorni di Lecco. Al centro vi erano le divisioni di Zopf e Ott, con 5 000 uomini ciascuna, stanziate presso Vaprio d'Adda e dirette verso Trezzo sull'Adda, e la divisione del generale von Melas, con 13 000 uomini presso Treviglio, che avrebbe dovuto fungere da forza principale negli scontri a Cassano d'Adda. Infine sull'ala sinistra erano presenti le divisioni di Hohenzollern e la brigata di Seckendorf, di 1 500 uomini, rimasta a Crema.

## La battaglia

### 26 aprile

#### La posizione critica di Sérurier
La disposizione decisa da Schérer fu tutt'altro che congeniale ai movimenti dei suoi uomini. Dovendo percorrere una strada più lunga per arrivare all'Adda, le truppe di Sérurier vennero raggiunte ed ingaggiate prima ancora di riuscire ad attraversare la sponda del fiume. Il principe Bagration, temerario generale che guidava l'avanguardia russa di Suvorov, attaccò i francesi, che ancora si trovavano nella città di Lecco.

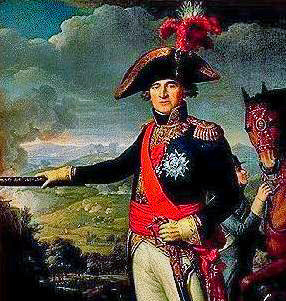
Jean Mathieu Philibert Sérurier

I 5000 soldati francesi che lì si trovavano riuscirono a resistere all'attacco russo e, in modo ordinato, si spostarono sulla sponda sinistra del fiume, distruggendo il ponte utilizzato per il passaggio una volta che questo era stato concluso. Con i francesi sulla sponda sinistra ad osservare il fiume, i russi non sarebbero riusciti ad effettuare un guado tranquillo: la battaglia terminò.
Il generale Soyez, che comandava la divisione di stanza a Lecco intuì che la situazione fosse problematica. In assenza del generale Sérurier, convocato da Schérer a Vaprio per annunciare la nomina di Moraeu a capo dell'esercito, si consultò con il suo aiutante Guillet. I due giunsero alla conclusione che la loro posizione non era sicura e che tentare di mantenerla non avrebbe giovato alla causa francese. Pertanto, presero con sé tutti gli uomini disponibili e fuggirono usando il lago di Como per dirigersi verso il Ticino.
Quella sera, Moreau ricevette dei rapporti da Sérurier, che constatavano l'arrivo di truppe russe sulla sponda destra dell'Adda, non lontano da Robbiate e Brivio. Moreau lo rassicurò dicendo che le divisioni di Victor e Grenier sarebbero presto giunte in quella zona. Di conseguenza Sérurier, che si era mosso verso Brivio per cercare di respingere il nemico sulla sponda opposta e rimettersi in comunicazione con la sua sinistra, si fermò e prese posizione a Verderio. Ben presto si ritrovò completamente tagliato fuori dal resto dell'esercito: Vukassovich, dopo aver riparato i resti del ponte che gli uomini di Sérurier avevano lasciato a Brivio ed aver attraversato l'Adda, aveva infatti trascorso lì il 26 mentre il generale Ott era a Trezzo. Il giorno seguente, secondo lo stesso Moreau, i nemici erano penetrati così in profondità nelle linee francesi che gli era risultato impossibile entrare in comunicazione con Sérurier per tutta la giornata.

### 27 aprile

#### L'isolamento di Sérurier

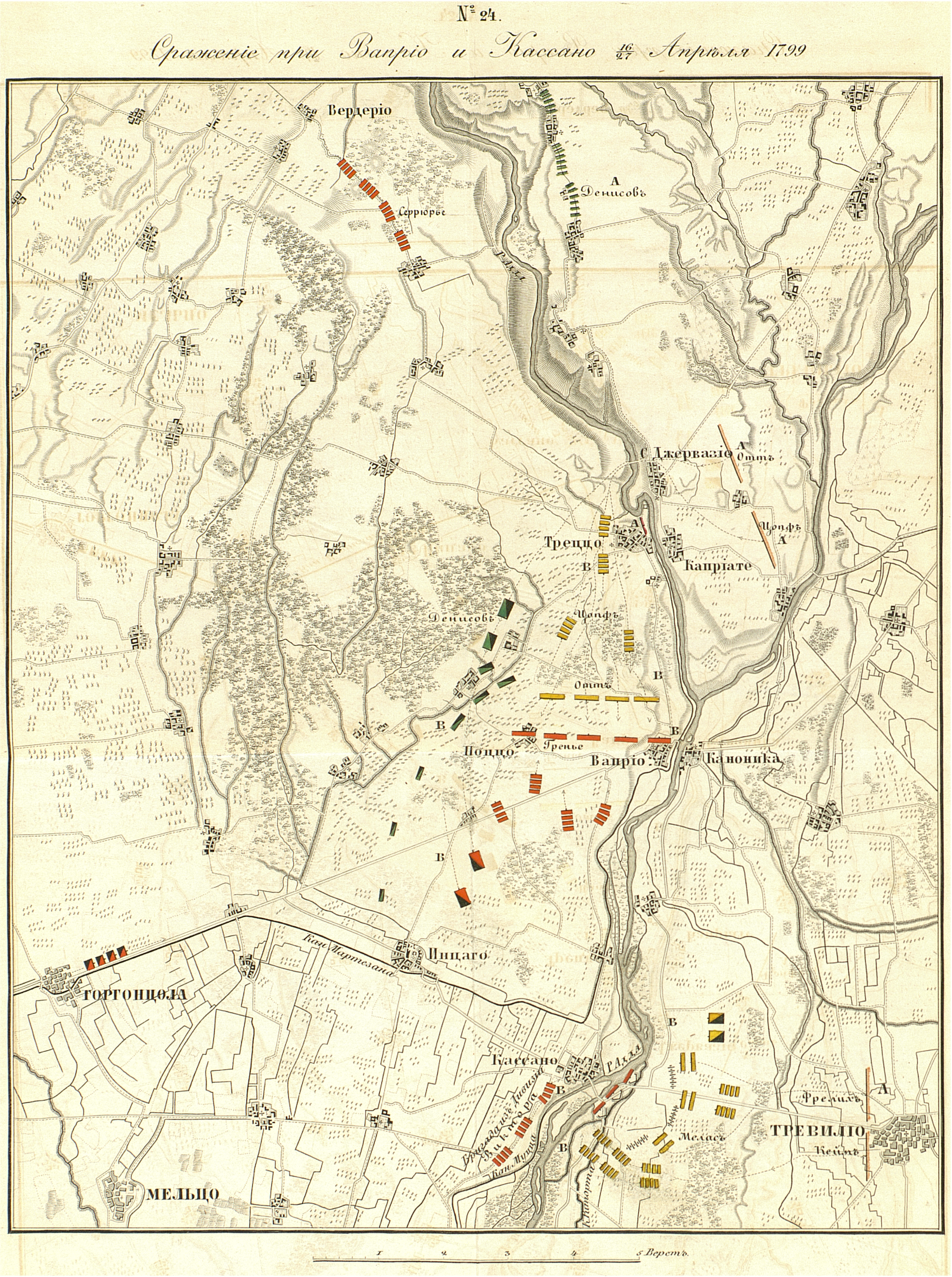
Schema degli scontri a Vaprio

Mentre Vukassovich ispezionava la riva dell'Adda in cerca delle forze francesi, Suvorov si trovava a San Gervasio e stava preparando i suoi uomini all'attraversamento: alla completa insaputa dei francesi, il capo geniere di Suvorov, l'austriaco Chasteler era riuscito a costruire un ponte e a passare l'Adda, nonostante gli altri genieri austriaci avessero ritenuto improbabile riuscire a completare l'opera così in fretta a causa della forza della corrente.
Nel frattempo, Sérurier era venuto a conoscenza dei movimenti di Vukassovich. Il generale austriaco, sebbene infiltrato in profondità nelle linee francesi, era l'unico sulla sponda occidentale dell'Adda nei pressi di Vaprio e il suo collegamento con il resto dell'esercito alleato non era ancora stabile: Sérurier decise di attaccarlo. Lo scontro fu molto intenso, con i francesi sul punto di piegare la resistenza austriaca, prima che il generale Ott giungesse in soccorso di Vukassovich con i propri uomini. Moreau tentò di inviare alcuni reparti delle divisioni di Grenier e Victor in soccorso dell'anziano generale, ma questi, lungo il cammino si dovettero scontrare prima con le truppe di Ott e poi con quelle di Zopf: le sorti della battaglia, inizialmente favorevoli ai francesi, stavano cominciando a cambiare. Gli scontri, avvenuti tra Brivio e Pozzo, videro vincitori gli alleati, con i francesi che dovettero ritornare verso le loro iniziali posizioni, facendo retrocedere Grenier a Vaprio e Sérurier a Verderio. Nemmeno l'intervento di Moreau stesso servì a qualcosa: Sérurier era rimasto isolato.

#### L'avanzata di von Melas

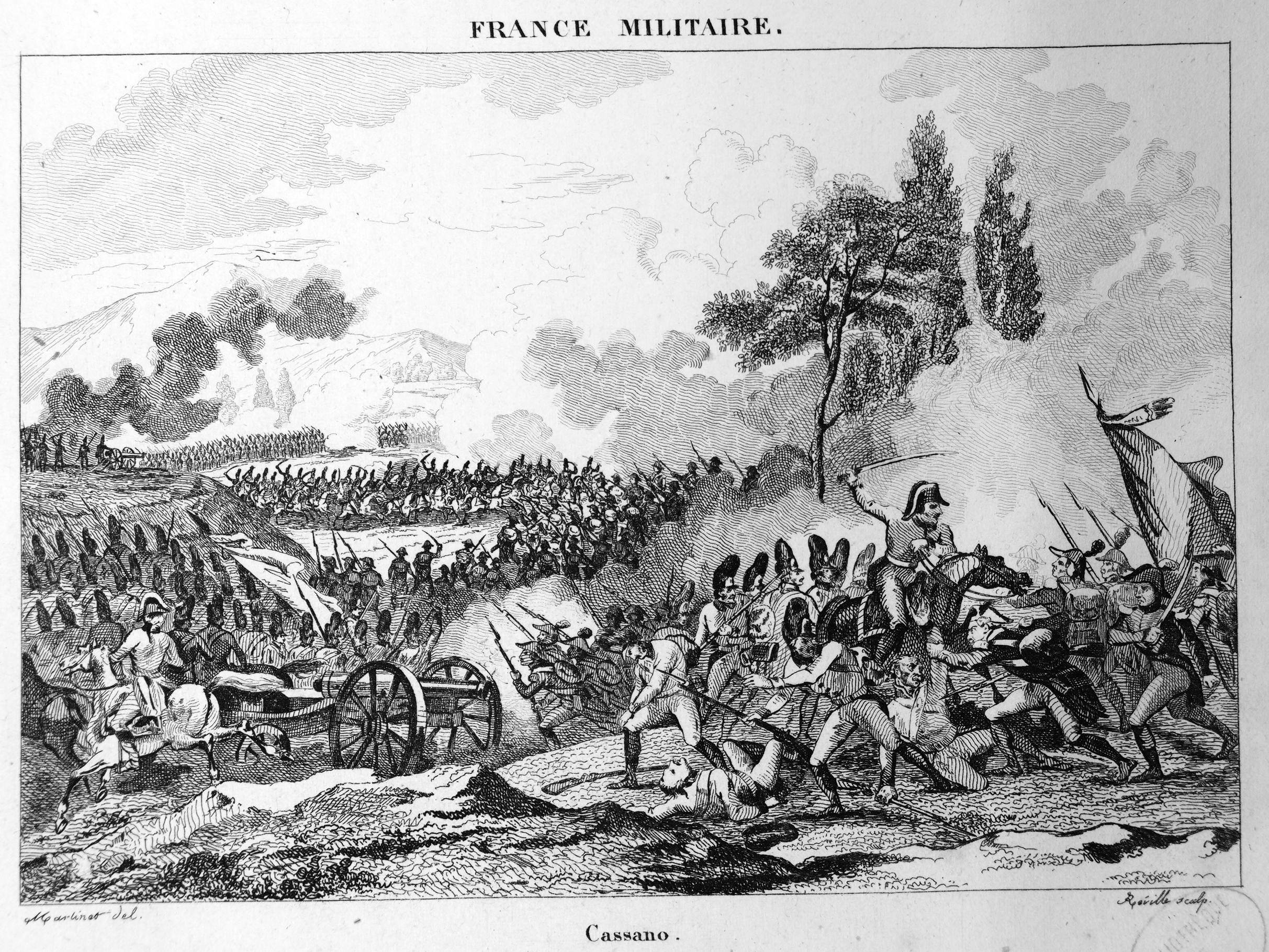
Scontri a Cassano

Mentre sul fianco sinistro francese la situazione andava complicandosi, il generale von Melas, accompagnato dal colonnello Froelich, tentò di attraversare l'Adda al centro dello schieramento. I francesi avevano pesantemente trincerato la zona del canale Ritorto, dove il generale austriaco intendeva passare: si mise al comando di un gruppo di granatieri e provò a farsi largo tra le fortificazioni francesi. Più volte i suoi uomini vennero respinti, pur dando prova di gran valore. Alla lunga, dopo molti morti, Melas riuscì a conquistare le posizioni dei francesi, liberando la testa di ponte per il passaggio delle sue truppe. Superato il blocco francese sul canale Ritorto, con Melas si confrontò con le posizioni francesi sull'Adda: i soldati della coalizione si imbatterono in una strenua e feroce resistenza, ma la netta superiorità numerica delle truppe austro-russe ebbe ragione dei francesi alla fine. La quantità di caduti sul ponte era tale che i cadaveri, in certi punti arrivavano fino al parapetto. Lo stesso Moreau, che si era allontanato dal proprio quartier generale di Inzago, era rimasto imbottigliato in questi scontri, rischiando seriamente di non uscirne vivo. Non riuscendo a respingere l'avanzata nemica, Moreau ordinò ai suoi uomini di distruggere il ponte e iniziare a ritirarsi. Il ponte fu danneggiato, ma non completamente distrutto: von Melas lo fece riparare ed in breve tempo fu perfettamente ricostruito. Superata Cassano, mentre gli scontri riprendevano, una seconda divisione di austriaci arrivò in zona, passando dal ponte costruito a San Gervasio: questi si scagliarono sul fianco dei francesi. Le perdite subite dalle truppe di Moreau si fecero ingenti; il loro stesso generale era in pericolo e non aveva trovato altra soluzione se non abbandonare la posizione e lasciare la vittoria agli uomini di Suvorov.

### 28 aprile

#### La cattura di Sérurier

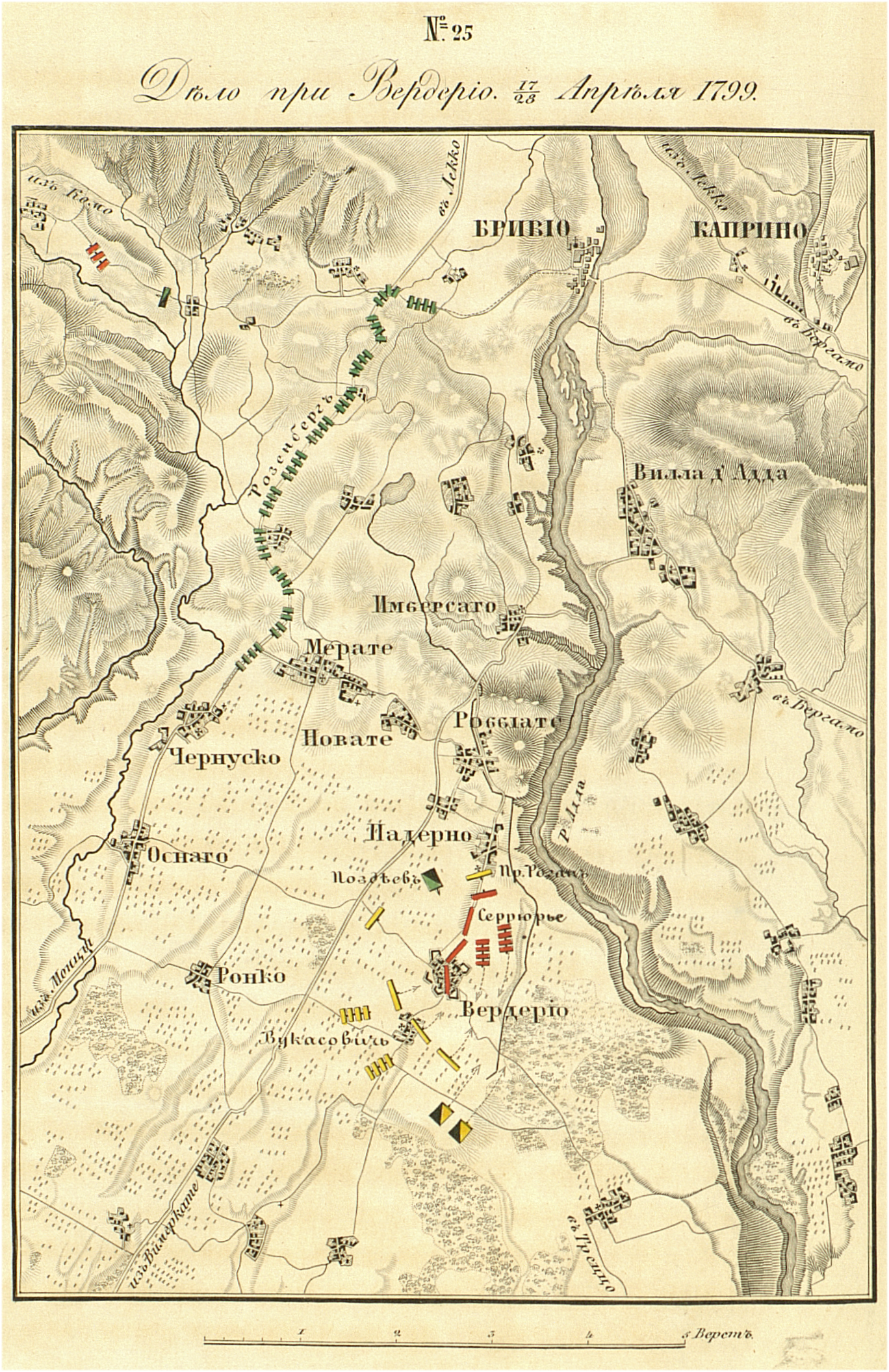
Schema della battaglia di Verderio

Per tutto il 27 aprile, le comunicazioni tra Sérurier e Moreau furono ostacolate e gli sforzi da parte di entrambi per ristabilirle furono inutili. Il giorno seguente, rimasto isolato, Sérurier tentò di resistere alle truppe della coalizione con quanti uomini aveva, sfruttando anche la posizione rialzata a suo vantaggio. Nonostante ciò, finite le munizioni, non era più possibile per lui e i suoi uomini fuggire o creare un varco. Sèrurier scelse di salvare la vita dei propri soldati e si arrese formalmente a Suvorov.

## Conseguenze
Moreau decise di abbandonare la Lombardia e ritirarsi verso Torino: la divisione di Grenier si ritirò a Bufarole, sul Ticino, mentre Victor e Laboissiére arretrarono verso Pavia. Una guarnigione di 2 400uomini fu lasciata a Milano.
Per quanto riguarda le forze di Sérurier, furono concessi termini piuttosto generosi: a tutti gli ufficiali, tra cui Baker (catturato il giorno precedente) e gli stessi Fresia e Sérurier, fu concesso di poter tornare in Francia,  con la sola condizione di non poter più combattere contro gli austro-russi in questa guerra. Gli altri soldati vennero trattati come prigionieri di guerra.
Il 28 aprile, le truppe di von Melas entrarono a Milano, dalla quale la gran parte dell'élite repubblica era fuggita il giorno precedente, appresa la notizia della sconfitta di Moreau. Suvorov fece il suo ingresso in città il 29 aprile, dopo che le sue truppe si erano prese un meritato giorno di riposo. La città di posta nuovamente sotto l'amministrazione austriaca, temporaneamente rappresenta dallo stesso von Melas.
Giunta la notizia a Vienna il rapporto sulla battaglia, il Consiglio Aulico emise l'ordine di catturare le fortezze di Mantova e Peschiera, cosa che Suvorov disapprovava. Presto, la notizia dei rinforzi francesi provenienti dall'Italia meridionale, permise Suvorov a cambiare strategia e passare nuovamente all'attacco.
In Europa, l'eco della vittoria fu enorme. Ne parlò persino il Times, elogiando il valore e le capacità del generale russo.